# Jens Jensen-Sønderup
Jens Jensen-Sønderup, född 16 februari 1862, död 10 mars 1949, var en dansk politiker.
Jensen-Sønderup var ursprungligen lantbrukare, blev senare en mycket använd ämbetsman. Han var 1909-10 och från 1921 direktör för Hypoteksbanken och 1914-21 arbetsanvisningsdirektör. Jensen-Sønderup var medlem av folketinget 1896-1910 och 1911-20, var 1908-09 trafikminister, 1910-13 inrikesminister och genomförde som sådan flera viktiga lagar. Jensen-Sønderups huvudintresse var kyrkopolitiken, och hans betydelse som grundtvigiansk ledare obestridlig.

## Utmärkelser
- Kommendör av Dannebrogorden,  1909[1]
- Dannebrogsmännens hederstecken,  1920[1]
- Kommendör av första graden av Dannebrogorden,  1931[1]

[Redigera Wikidata]